# سكاغيراك أرينا
سكاغيراك أرينا هو ملعب كرة قدم يقع في شين، النرويج، يتسع لـ 12590 متفرج. تم افتتاحه في 17 مايو 1923. تمت توسعته في 2006–08. يعتبر الملعب البيتي لنادي أود الذي يلعب في الدوري الممتاز.